# Martina Dubovská
Martina Dubovská (* 27. Februar 1992 in Třinec, ČSFR) ist eine tschechisch-slowakische Skirennläuferin. Die mehrfache tschechische Meisterin und WM-Teilnehmerin ist auf die technischen Disziplinen Slalom und Riesenslalom spezialisiert.

## Biografie
Martina Dubovská kam als Tochter eines slowakischen Vaters und einer tschechischen Mutter im mährisch-schlesischen Třinec zur Welt. Das Skifahren erlernte sie im Alter von zwei Jahren in der Hohen Tatra. Sie wuchs im slowakischen Liptovský Mikuláš auf und startete in Jugendjahren für das Heimatland ihres Vaters. Aufgrund besserer Förderungen entschied man sich schließlich für einen Wechsel zum tschechischen Verband.
Im Alter von 15 Jahren bestritt sie erste FIS-Rennen und feierte nur wenig später in Australien ihre ersten Siege. Am 10. Dezember 2010 debütierte sie im Europacup, in dem sie bis heute einen 13. Platz – erzielt im März 2016 im Slalom von La Molina – als bestes Resultat zu Buche stehen hat. Insgesamt nahm sie fünfmal an Juniorenweltmeisterschaften teil und erreichte 2013 in Québec ihre besten Ergebnisse mit den Rängen elf und 22 in Slalom und Riesenslalom. Im darauffolgenden Winter gewann sie bei der Universiade in Pozza di Fassa die Bronzemedaille im Slalom.
Dubovská gab ihr Weltcup-Debüt am 4. Februar 2011 im Slalom von Zwiesel. Zwei Wochen später ging sie bei den Weltmeisterschaften in Garmisch-Partenkirchen an den Start, wo sie einen 54. Rang im Riesenslalom erreichte, im Slalom schied sie aus. Bei den Weltmeisterschaften 2013 in Schladming belegte sie die Ränge 35 und 39 in Slalom und Riesenslalom. Erste Weltcuppunkte gewann sie im November 2013 mit Rang 28 im Slalom von Levi, als sie sich mit der hohen Startnummer 64 für die Entscheidung qualifizierte. Im Februar 2014 klassierte sie sich im olympischen Slalom in Krasnaja Poljana als 22. Zum Saisonende krönte sie sich in Abwesenheit von Šárka Strachová erstmals zur tschechischen Meisterin im Slalom. Nach drei weiteren Platzierungen in den Punkterängen gelang ihr am 29. Dezember 2016 am Semmering mit Platz 18 ihre erste Platzierung unter den besten 20. Bei den Weltmeisterschaften 2017 in St. Moritz belegte sie in ihrer Paradedisziplin Rang 32.
Nach zwei Platzierungen unter den besten 30 im Winter 2017/18 startete sie bei den Olympischen Winterspielen in Pyeongchang in beiden technischen Rennen. Im Slalom erreichte sie Rang 29, im Riesenslalom schied sie aus. Mit der tschechischen Mannschaft belegte sie den geteilten neunten Rang. In der darauffolgenden Saison gelang ihr im Weltcup nur einmal die Qualifikation für den zweiten Durchgang, bei ihrem Heimrennen in Špindlerův Mlýn. Bei den Weltmeisterschaften 2019 in Åre belegte sie Rang 9 mit der tschechischen Mannschaft, im Slalom trat sie im zweiten Durchgang nicht an. Am 23. November 2019 schaffte sie mit Rang 9 ihre erste Top-Ten-Platzierung in einem Weltcupslalom. Die restliche Saison konnte sie jedoch nicht an diesen Erfolg anknüpfen, ein 26. Platz blieb das einzige weitere Ergebnis in den Punkterängen.
In der Saison 2020/21 konnte Dubovská sich im Weltcup etablieren. Sie konnte in allen Weltcupslaloms punkten, wodurch sie die Saison auf Rang 10 des Slalomweltcups beendete. Kurz vor Beginn der Weltmeisterschaften 2021 in Cortina d’Ampezzo verunglückte ihre Mutter tödlich bei einem Unfall, worauf hin sie auf einen Start verzichtete. In der darauf folgenden Saison 2021/22 konnte sich Dubovská erneut konstant in den Punkten platzieren, jedoch konnte nicht ganz die Leistungen der Vorsaison anschließen. Eine Ausnahme bildete der zweite Slalom von Levi, bei welchem sie mit Rang sechs ihr bestes Weltcupergebnis erzielte. Bei den Olympischen Spielen von Peking erreichte sie Platz 13 im Slalom.
Mit Beginn der Saison 2022/23 wurde sie vom Kroaten Mislav Samaržija trainiert, welcher zuvor unter anderem Ivica Kostelić betreut hatte. Im darauffolgenden Mai verpflichtete sie den Italiener Livio Magoni, der als Trainer von Tina Maze und Petra Vlhová bekannt geworden war.

## Erfolge

### Olympische Spiele
- Sotschi 2014: 22. Slalom, DNF Riesenslalom
- Pyeongchang 2018: 9. Mannschaftswettbewerb, 29. Slalom, DNF Riesenslalom
- Peking 2022: 13. Slalom

### Weltmeisterschaften
- Garmisch 2011: 54. Riesenslalom, DNF Slalom
- Schladming 2013: 5. Mannschaftswettbewerb, 35. Slalom, 39. Riesenslalom
- St. Moritz 2017: 9. Mannschaftswettbewerb, 32. Slalom, DNF Riesenslalom
- Åre 2019: 9. Mannschaftswettbewerb
- Méribel 2023: 10. Mannschaftswettbewerb
- Saalbach-Hinterglemm 2025: 16. Slalom

### Weltcup
- 8 Platzierungen unter den besten zehn

### Weltcupwertungen
| Saison  | Gesamt | Gesamt | Slalom | Slalom | Parallel | Parallel |
| Saison  | Platz  | Punkte | Platz  | Punkte | Platz    | Punkte   |
| ------- | ------ | ------ | ------ | ------ | -------- | -------- |
| 2013/14 | 117.   | 3      | 52.    | 3      | –        | –        |
| 2014/15 | 104.   | 9      | 46.    | 9      | –        | –        |
| 2015/16 | 108.   | 10     | 50.    | 10     | –        | –        |
| 2016/17 | 97.    | 25     | 39.    | 25     | –        | –        |
| 2017/18 | 119.   | 7      | 54.    | 7      | –        | –        |
| 2018/19 | 120.   | 8      | 52.    | 8      | –        | –        |
| 2019/20 | 84.    | 35     | 32.    | 29     | 39.      | 6        |
| 2020/21 | 36.    | 188    | 10.    | 188    | –        | –        |
| 2021/22 | 57.    | 124    | 17.    | 124    | –        | –        |
| 2022/23 | 47.    | 168    | 15.    | 168    | –        | –        |
| 2023/24 | 62.    | 113    | 23.    | 113    | –        | –        |

### Europacup
- Saison 2020/21: 7. Slalomwertung
- 1 Sieg:

| Datum             | Ort     | Land    | Disziplin |
| ----------------- | ------- | ------- | --------- |
| 13. Dezember 2020 | Ahrntal | Italien | Slalom    |

### Juniorenweltmeisterschaften
- Garmisch 2009: 45. Slalom
- Mont Blanc 2010: 44. Slalom, 75. Riesenslalom
- Crans-Montana 2011: 31. Riesenslalom, DNF Slalom
- Roccaraso 2012: 40. Riesenslalom, DSQ Slalom
- Québec 2013: 11. Slalom, 22. Riesenslalom

### Sonstige
- 4 tschechische Meistertitel (Slalom 2014, 2017 und 2018, Riesenslalom 2016)
- Siege bei diversen Staatsmeisterschaften (AUS: Slalom 2007 und 2008, POL: Slalom 2012, SRB: Slalom 2014, SLO: Slalom 2014, SVK: Riesenslalom 2016)
- Bronze im Slalom bei der Universiade 2013
- 11 Podestplätze im Far East Cup, davon 5 Siege
- 1 Sieg im South American Cup
- 3 Podestplätze im Australia New Zealand Cup, davon 1 Sieg
- 26 Siege in FIS-Rennen